# 이상정 (독립운동가)
이상정(李相定, 1896년 6월 10일~1947년 10월 27일)은 일제강점기 조선 시대의 임정 관련 계열의 독립운동가 겸 군인이자 정치인이었었다.
본관은 경주(慶州)이고 아호(雅號)는 청남(晴南)·산은(汕隱)·연호(然晧)이며 일명(一名)은 이연호(李然晧, 李然浩)·이상협(李祥俠)·이직문(李直文)이다.

## 생애

### 가족 관계
- 조선 시대 말기 경북 대구에서 태어난 그는 시인 이상화(李相和), 사학자 겸 저술가 및 대학 교수 이상백(李相佰), 수렵가 겸 저술가 및 바둑 애호가 이상오(李相旿)의 형이다. 이렇게 각자각자로 결혼할때까지 장성한 아우 3명이 있었으며, 호적상에 등재된 부인은 1906년 1월 31일, 대한제국 경상북도 대구 향리 친가에서, 당시 11세(만9세)로 첫 결혼한 5년 연상의 한문이(韓文伊, 1891년 5월 7일 탄생 ~ 1941년 2월 23일(49세) 서거) 여사인데, 그러나 나중에 그로부터 22년 후, 결국 이상정 그는, 우리나라 여성 비행사 1세대 가운데 한 사람으로 일컬어지는 독립운동가 겸 항공 비행사 출신이기도 하였던 5년 연하의 권기옥(權基玉, 1901년 1월 11일 탄생 ~ 1988년 4월 19일(87세) 서거) 여사와 1928년 2월 29일, 국민정부 시대 중화민국 대륙 본토 네이멍구 자치구 후허하오터(呼和浩特)에서 33세(만31세)로 다시 결혼하였다. 결국, 1944년 2월 29일까지의 16년 동안의 권기옥과의 재혼은 사실상 중혼이었지만, 1941년 2월 23일(46세(만44세))에, 향년 51세(만49세)의 한문이 여사(초배)와 사별 이후 한문이 여사의 3년상(三年喪)을 모두 마친 뒤, 1944년 2월 29일, 44세(만43세)의 권기옥 여사(계배)와 중혼 16년여만에 49세(만47세)로 정식 재혼하였다.
- 아버지: 이시우(李時雨, 1907년 6월 8일 하세.)
- 어머니: 김신자(金愼子, 1946년 10월 8일 하세.) - 김해 김씨 부인.
- 형제자매
  - 여동생
    - 이상준(李相晙, 1899년 11월 12일 대한제국 경북 대구 출생 ~ 1903년 3월 21일(3세) 병사): 어린 시절 병사.

  - 남동생
    - 이상화(李相和, 1901년 4월 5일 대한제국 경북 대구 출생 ~ 1943년 4월 25일(42세) 서거): 시인 겸 독립운동가.
    - 이상백(李相佰, 1904년 8월 6일 대한제국 경북 대구 출생 ~ 1966년 4월 14일(61세) 서거): 사학자 겸 체육인 및 독립운동가 겸 대학 교수 및 교육 행정가 겸 정치인.
    - 이상오(李相旿, 1905년 11월 23일 대한제국 경북 대구 출생 ~ 1969년 8월 15일(63세) 서거): 수렵가 겸 저술가 및 바둑(棋) 애호가.
- 배우자
  - 사별 초배 부인: 한문이(韓文伊, 1891년 5월 7일 탄생 ~ 1941년 2월 23일(49세) 서거): 한정원(빙부)과 박학남(빙모)의 딸(초배 청주 한씨 부인). - 1906년 1월 31일 결혼 후 한문이 여사와 사이에 자녀 2남 3녀 얻음.
  - 재혼 계배 부인: 권기옥(權基玉, 1901년 1월 11일 탄생 ~ 1988년 4월 19일(87세) 서거): 권문각(빙부)과 장문명(빙모)의 딸(계배 안동 권씨 부인). - 1944년 2월 29일 재혼 후 권기옥 여사와 사이에 소생 없음.
- 자녀(모두 초배 한문이 여사의 소생 2남 3녀)
  - 장녀: 이숙희(李淑熙, 1914년 1월 5일 일본 도쿄 출생 ~ 1914년 12월 16일(0세) 병사) - 어린 시절 병사.
  - 차녀: 이선희(李善熙. 1916년 6월 29일 일본 도쿄 출생 ~ 1991년 1월 1일(74세) 서거) - 딸 셋 중 유일하게 장성한 딸[3] - 1935년 일제 시대 경북 포항 소재 모 양조장댁(釀造場宅)의 자제 배구만(裵久晩)과 결혼 및 하가.
  - 장남: 이중희(李重熙, 1918년 4월 17일 일본 도쿄 출생 ~ 1995년 8월 21일(77세) 서거) - 아들 둘 중 유일하게 장성한 아들[4] - 1948년 결혼 및 성가 후 1968년에서부터 1971년까지 영남대학교 경제학과 교수 역임.
  - 차남: 이풍희(李豊熙, 1920년 1월 1일 일본 도쿄 출생 ~ 1923년 4월 30일(3세) 병사) - 어린 시절 병사.
  - 삼녀: 이교희(李敎熙, 1922년 2월 3일 일본 도쿄 출생 ~ 1924년 5월 26일(2세) 병사) - 어린 시절 병사.

### 일생
그는 1906년 1월 31일, 한문이(韓文伊, 초취)와 결혼하였으며 그 후 그녀와의 사이에서 슬하 2남 3녀(5남매)를 두었는데 1925년 대한민국 임시정부 예하 대한독립군 소위 임관으로 입대하여 계급이 나날로 거듭 오르면서 독립군 소위 임관한지 불과 석 달만에 독립군 중위(1925년 9월)가 되었으며 중위 계급 진급 6개월만이던 1926년 3월, 독립군 대위 진급하였고 같은 해 대한독립군 대위 시절이던 1926년 6월, 중화민국 서북국민군 대위에 편입하여 중화민국 서북국민군 대위 시절이던 1928년 2월 29일, 권기옥(權基玉, 계배)과 재혼하였지만 그녀와의 사이에서는 자녀가 없었고 그 후 중화민국 서북국민군 군내부에서 소령(1929년 6월)과 중령(1932년 6월) 계급에 오른 후 중화민국 국민혁명군 중령에 편입(1933년 6월)하여 1936년 중화민국 국민혁명군 대령(1936년 9월)에 올랐고 끝끝내 대한민국 임시정부 임시 의정원 시절이던 1939년 12월, 중화민국 국민혁명군 준장 계급에도 진급한 그는 1943년 5월, 중화민국 국민혁명군 소장 진급하였고 훗날 조선국의 광복(1945년 8월 15일)한지 일주일여가 지난 1945년 8월 21일을 기하여 중화민국 국민혁명군 중장 진급하였으며 한달이 지난 1945년 9월 29일을 기하여 중화민국 국민혁명군 중장 전역하였다. 1946년 10월 8일, 모친상 당시에 참석하지도 못한채 맏아들(이중희)이 친조모 김해 김씨 부인 영결식(永訣式)에서 상주(喪主)를 맡았으며, 이듬해 국민정부 시대 중화민국 장쑤 성 상하이(上海)를 떠난 동시에 본격적으로 부부 동반 출국한 그는, 지린 성 지린(吉林)을 거쳐 소련 군정 치하 북괴 시대의 평안남도 평양(平壤)을 경유한 끝에, 1947년 9월 13일, 계배 부인 권기옥 여사(權基玉 女史)와 미군정 시대의 수도 서울로 귀국하여 같은 해 9월 17일, 경상북도 대구(大邱)로 당도하였으나, 10월 8일, 계배 부인 권기옥 여사, 사별 초배 소생 둘째딸 이선희 여사(李善熙 女史)·둘째사위 배구만(裵久晩)을 비롯한 차녀 내외(次女 內外), 초배 소생 맏아들 이중희 군(李重熙 君) 등과 아울러 자친 김해 김신자 여사(慈親 金海 金愼子 女史)의 1주기 기독교제(一周忌 基督敎祭)를 치른지도 열아흐레가 지난 그해(1947년)의 10월 27일, 갑자기 병으로 인하여 세상을 떠났다.

#### 사후
1977년 8월 15일, 대한민국 건국훈장 독립장이 추서되었다.

## 예재(藝才)와 문재(文才)
그는 서예와 전각에도 능하였고 1923년에는 시인(시문학가)으로 문단 등단하기도 하였다.

## 작품

### 저술 문집
- 《산은유고(汕隱遺稿)》

## 학력
- 경상북도 대구 우현학교 졸업(1909년 3월)
- 일본 도쿄 세이조 중학교 육군유년학부 졸업(1915년 3월)
- 일본 도쿄 미술전문학교 전문학사(1918년 3월)
- 일본 도쿄 상업전문학교 전문학사(1920년 3월)
- 일본 고쿠가쿠인 대학교 역사학과 학사(1924년 3월)
- 중화민국 난징 국방참모학교 졸업(1932년 9월)